# 新寧郡 (広東省)
新寧郡（しんねい-ぐん）は、中国にかつて存在した郡。東晋から南北朝時代にかけて、現在の広東省北西部に設置された。

## 概要
351年（永和7年）、蒼梧郡が分割されて新寧郡が立てられた。新寧郡は広州に属し、郡治は臨允県に置かれた。
南朝宋のとき、新寧郡は南興・臨允・新興・博林・甘東・単牒・龍潭・威平・平郷・城陽・威化・初興・撫納・帰順の14県を管轄した。
南朝斉のとき、新寧郡は博林・南興・臨允・甘東・新興・威平・単牒・龍潭・城陽・威化・帰順・初興・撫納・平郷の14県を管轄した。
南朝梁のとき、新州が立てられ、新寧郡は新州に属した。
589年（開皇9年）、隋が南朝陳を滅ぼすと、新寧郡は廃止されて、新州に編入された。